# Beatty (Nevada)
Beatty (bijgenaamd Gateway to Death Valley) is een plaats in Nye County in de Amerikaanse staat Nevada. De plaats ligt ongeveer elf kilometer ten oosten van het Death Valley National Park. Beatty werd in 1904 opgericht als mijnplaats, omdat er in de buurt goud was gevonden. Het goud raakte snel op en later begon de toeristensector de mijnsector te vervangen. Als gevolg daarvan bevinden zich in Beatty zes hotels en motels met in totaal 340 kamers. Daarnaast zijn er 110 staanplaatsen voor campers.
De plaats telde tijdens de recentste census in 2010 in totaal 1.010 inwoners.

## Geschiedenis

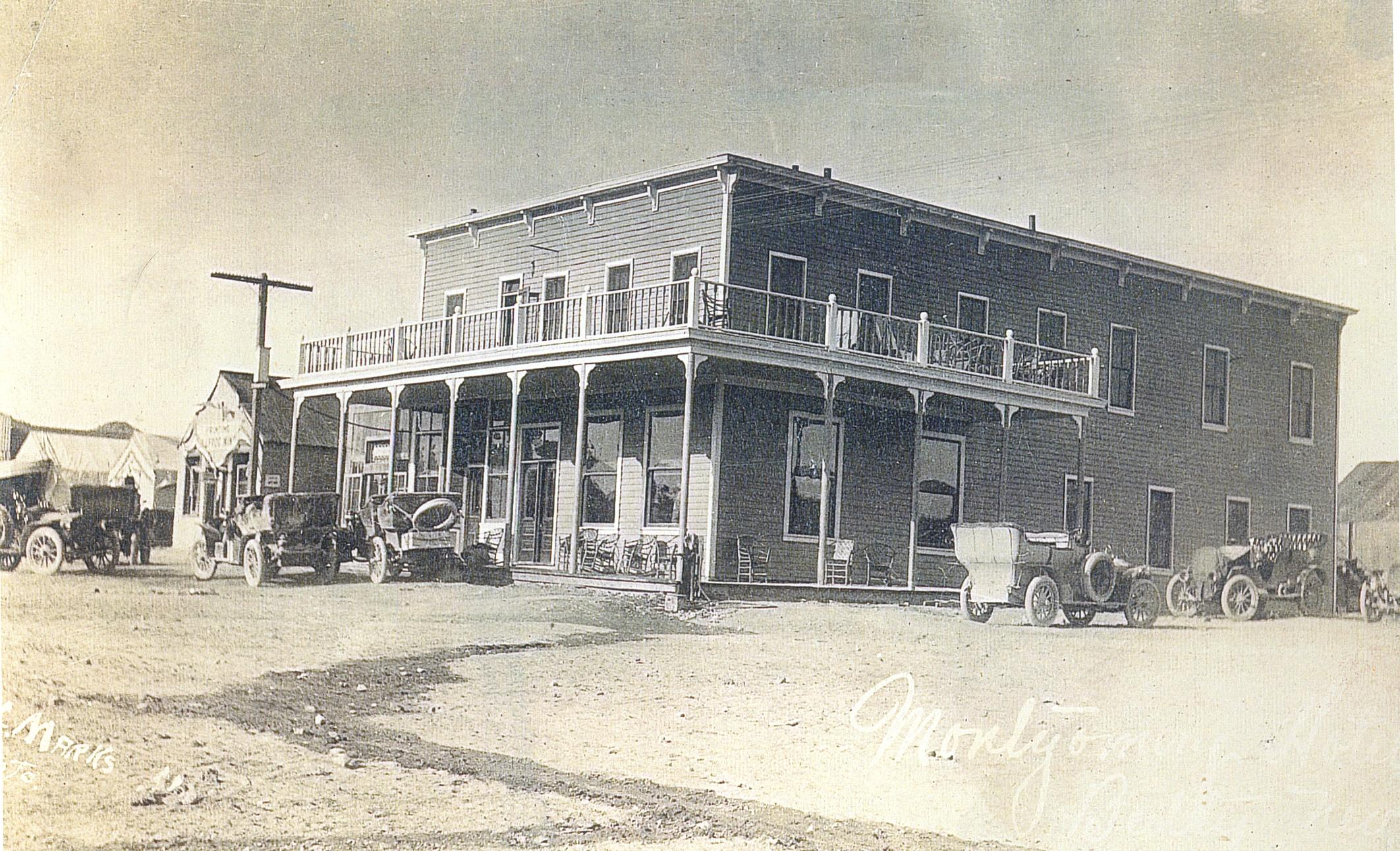
Het Montgomery Hotel, dat zich van 1905 tot 1909 in Beatty bevond

Montillius Beatty kocht in 1896 de Lander Ranch in het huidige grondgebied van Beatty. Acht jaar later, in augustus 1904, vonden Shorty Harris en Ed Cross goud in de omgeving van Beatty met als gevolg dat vele mensen naar de regio kwamen om goud te zoeken. Bob Montgomery kocht vervolgens land in Beatty, met als doel een woonplaats voor de mijnwerkers op te richten. Hij noemde de in oktober 1904 opgerichte plaats Beatty, ter ere van Montillius Beatty. In Beatty was, in tegenstelling tot het nabijgelegen Bullfrog, stromend water aanwezig, waardoor de plaats aantrekkelijk was voor mijnwerkers. Montillius Beatty, die nog steeds in het gebied woonde, werd de eerste postmeester van de plaats. Hoewel Beatty bedoeld was om de grootste plaats van het gebied te worden, bleef het inwoneraantal op 650 steken; in de buurt was namelijk drie maanden na de stichting van Beatty de plaats Rhyolite opgericht. Rhyolite is tegenwoordig een spookstad.
In 1906 werd een spoorweg door de plaats aangelegd. Ook kreeg de plaats andere voorzieningen, waaronder enkele hotels, winkels en bars. In het volgende jaar verkocht de oprichter, Bob Montgomery, de plaats voor $ 100.000 aan W.S. Phillips en E.S. Hoyt. Om Beatty te promoten organiseerden Phillips en Hoyt spoorwegdagen in de plaats, waarbij investeerders gratis met een trein vanuit Los Angeles naar de plaats konden reizen. Ook probeerden ze Beatty op de kaart te zetten met behulp van advertenties in kranten. Later raakte het goud op en liep de streek snel leeg. Beatty werd rond 1914 de grootste plaats in het voormalige mijndistrict.
Tot 1940 bleven treinen stoppen in Beatty, maar in 1942 werd het spoor door de plaats uiteindelijk opengebroken door het Departement of War. De materialen van het spoor werden vervolgens gebruikt in de Tweede Wereldoorlog. Daardoor werd de plaats afhankelijk van de wegen die door de plaats liepen. Sindsdien is toerisme een belangrijke inkomstenbron geworden voor de plaats door haar ligging in de buurt van nationaal park Death Valley. Ook werd de in 1951 opgerichte Nevada Test Area, waar atoombommen werden getest, een belangrijke werkgever. In 1995 werd het Beatty Museum over de geschiedenis van de omgeving opgericht.

Kaartje van Nye County met Beatty roodgekleurd

## Geografie
Beatty bevindt zich in de Oasis Valley langs de Amargosa River in Nye County. De plaats ligt hemelsbreed elf kilometer ten oosten van het nationale park Death Valley. Beatty ligt aan U.S. Route 95 tussen Tonopah en Las Vegas. Ook begint in Beatty de SR 374, die naar de Californische grens, veertien kilometer verderop, loopt. Ten noordoosten van de plaats bevinden zich de Nevada Test Area en Nellis Air Force Base. De dichtstbijzijnde census-designated place is Furnace Creek in Californië, dat zich op 52 kilometer afstand van Beatty bevindt.
Beatty ligt op 1.008 meter boven zeeniveau. De plaats heeft een oppervlakte van 454,9 km², waarvan slechts een klein deel bewoond is. De kern bevindt zich in het westen van dat grondgebied.

### Klimaat
Beatty heeft volgens de klimaatclassificatie van Köppen een koud woestijnklimaat. Juli is de warmste maand en in die maand is de gemiddelde maximale temperatuur 37 °C. December is met een gemiddelde maximumtemperatuur van 12 °C de koudste maand. Door het woestijnklimaat valt er in Beatty relatief weinig neerslag, namelijk 146 millimeter per jaar. De meeste neerslag valt in de winter.
| Maand                       | jan | feb | mrt | apr | mei | jun | jul | aug | sep | okt | nov | dec | Jaar |
| --------------------------- | --- | --- | --- | --- | --- | --- | --- | --- | --- | --- | --- | --- | ---- |
| Gemiddeld maximum (°C)      | 13  | 15  | 19  | 22  | 28  | 33  | 37  | 36  | 32  | 25  | 18  | 12  | 24   |
| Gemiddelde temperatuur (°C) | 6   | 7   | 10  | 14  | 19  | 23  | 27  | 26  | 22  | 16  | 10  | 5   | 15   |
| Gemiddeld minimum (°C)      | −2  | 0   | 2   | 5   | 10  | 14  | 17  | 16  | 12  | 7   | 1   | −2  | 6    |
|                             |     |     |     |     |     |     |     |     |     |     |     |     |      |
| Neerslag (mm)               | 20  | 24  | 18  | 9   | 6   | 5   | 10  | 9   | 9   | 6   | 11  | 19  | 146  |
| Bron:                       |     |     |     |     |     |     |     |     |     |     |     |     |      |

## Demografie
In Beatty woonden gedurende de laatste census, in 2010, in totaal 1.010 mensen, die woonden in de 508 van de in totaal 700 woningen in de plaats. In totaal worden 213 van de bezette woningen verhuurd en ruim de helft van de woningvoorraad van Beatty is gebouwd vóór het jaar 1955. Vergeleken met de census in 2000 was het inwoneraantal gedaald; in dat jaar woonden er namelijk 1.154 mensen. Het aantal huizen nam in die periode eveneens af, namelijk met 40 huizen.
Tijdens de "American Community Survey", die tussen 2009 en 2013 plaatsvond, bleek dat toen 27,3 procent van de inwoners van Beatty onder de armoedegrens leefde.